# Moskovska velika kneževina
Moskovska velika kneževina (rusko Великое княжество Московское) je srednjeveška kneževina.
Kneževina se je pod vladavino ene od vej Rurikidov razvila iz majhnega naselja v Vladimiro-Suzdalski veliki kneževini. Moskovski knez Ivan I. Kalita si je leta 1327 pri tatarskem kanu pridobil naslov velikega kneza Vladimira in pravico, da pri zih za Tatare pobira davek. Leta 1380 je moskovski knez Dimitrij Donski povedel združene vojske knezov v prvo veliko zmago nad Mongoli. Knez Vasilij II. je bil prvi, ki je bil kronan v Moskvi za velikega kneza Moskve (1431). Moskovski knezi so z nakupi in osvajanji stalno povečevali ozemlje kneževine, pri čemer je bil najuspešnejši Ivan III., ki je v času vladanja površino kneževine potrojil; dokončno se je otresel tatarskega pritiska. Njegov vnuk Ivan IV. se je leta 1547 proglasil za ruskega carja.

## Uvod
Po razpadu Kijevske Rus' je ena izmed novonastalih kneževin bila Suzdalija na severovzhodu, kjer je zrasla nova prestolnica Vladimir. Vladimirsko-suzdalskim velikim knezom ni uspelo prevzeti nadzora nad ostalimi kneževinami, ki so nastale iz Kijevske Rusije; ostale so razdrobljene in neenotne. Tako so bile lahek plen veliki mongolski vojski, ki jih je leta 1237 začela osvajati z juga. Do leta 1240 je zaporedoma zavzela in opustošila Rjazansko, Suzdalsko, Tversko, Černigovsko, Kijevsko in Gališko-volinska kneževino. Novgorodske republike Tatari niso zavzeli, ker je brez boja pristala na plačevanje davka.
Tatari niso posegali v notranjo ureditev  kneževin. Le od knezov so zahtevali, da so se prišli poklonit kanu (sprva daleč v Azijo, po letu 1260 pa v Saraj ob reki Ahtuba, jugovzhodno od današnjega Volgograda) in mu izreči pokorščino; pri njem so dobili potrdilo svoje knežje časti, imenovano jarlik. Do jarlika so seveda laže prišli knezi, ki so bili spretni v orientalskem pogajanju, spletkarjenju in podkupovanju.
Tatari so predpisali davek (na osnovi popisa prebivalstva in premoženja), ki so ga sprva pobirali sami, mnogokrat na zelo krut način, kar je vodilo do pogostih uporov in spopadov. Zato so v začetku 14. stoletja to nalogo poverili Moskovskim knezom, ki so se pokazali najbolj kooperativni in vredni njihovega zaupanja. S tem so Moskovsko kneževino povzdignili nad ostale kneževine. 

## Nastanek Moskovske kneževine
Moskva je postala kneževina v drugi polovici 13. stoletja, v času vladanja kneza Daniela Aleksandroviča (*1261, 1263- †1303). Kot najmlajši sin Aleksandra Nevskega (v času očetove smrti je bil star dve leti) je Daniel podedoval tedaj najmanj vredno rodbinsko ozemlje, Moskvo z okolico. Ozemlje leži na stičišču vodnih poti, ki vodijo proti Baltiku, Črnemu in Kaspijskemu morju in je bilo sredi gozdov nekoliko zaščiteno pred Mongoli (ki pa so deželo kljub temu oplenili v letih 1238 in 1293). 
Danielu je uspelo svojo posest ločiti od matične Suzdaljske kneževine. Izogibal se je medsebojnim spopadom svojih sorodnikov za položaj velikega kneza Vladimira in se trudil zagotoviti svoji kneževini čim več miru in s tem privabil trgovce in nove naseljence, ki so plačevali davke. Ustanovil je samostan Gospodovega razglašenja (Bogojavlenskij) in Danilovski samostan.
Daniel je svoje ozemlje tudi širil. Leta 1300 je zmagal v spopadu z rjazanskim knezom, kateremu so pomagali Tatari, in svoji kneževini priključil trdnjavo Kolomno, iz katere je bilo mogoče nadzorovati velik del toka reke Moskve. Od svojega nečaka Ivana Perejaslaveljskega, ki je leta 1302 umrl brez otrok, je podedoval njegovo kneževino Perejaslavelj-Zaleski.

## Osvojitev naslova velikega kneza
Danielov sin Jurij (*1281, 1303- †1325) je moral takoj po nastopu vladanja obraniti perejaslaveljsko posest pred stricem Andrejem Aleksandrovičem (*1255, †1304), velikim knezom Vladimira. Po njegovi smrti, leta 1304, je bil prepričan, da zaradi bližine sorodstva pripada položaj velikega kneza njemu. S tem pa se ni strinjal tverski knez Mihael Jaroslavič
.
Zapletla sta se v boj, v katerem pa Jurij ni bil uspešen in tudi tatarski kan Tohta je naziv velikega kneza podelil Mihaelu. Jurij je kneževini Smolensk iztrgal Možajsk. Leta 1315, po smrti kana Tohte, je odpotoval v Saraj k novemu kanu Uzbegu, se z njim spoprijateljil in se poročil z njegovo sestro. Leta 1318 se je vrnil z nazivom velikega kneza in s tatarsko vojsko, ki pa jo je knez Mihael tudi premagal. V številnih zapletih, bojih in spletkah pri kanu med Jurijem, Mihaelom in njegovim sinom Dimitrijem so vsi trije izgubili življenje. Kan Tohta je leta 1325 podelil naziv velikega kneza Dimitrijevemu bratu, tverskemu knezu Aleksandru Mihajloviču. V Moskovski kneževini je Jurija nasledil njegov brat Ivan. 
Ivan Danilovič Kalita (*1288, 1325- †1340) je dobil priložnost, da se prikupi Tatarom, leta 1327, ko je v Tveru ob pobiranju davka za Tatare izbruhnilo nasilje, ki ga tverski knez Aleksander ni miril, ampak celo podpihoval. Moskovski knez je s svojo vojsko, okrepljeno s 50.000 Tatari, vstajo zadušil; oropal je Tver, Kašin in Toržok. Aleksander je pobegnil v Pskov. Ivan je za nagrado dobil naziv velikega kneza. Zavzel je še Pskov, od koder je Aleksander pobegnil v Litvo. Ker pa je prebivalstvo Aleksandra podpiralo, se je uspel še enkrat vrniti v Tver in z obiskom pri kanu Uzbegu celo dobil jarlik. Toda tudi Ivan ni miroval; Aleksandra in njegovega sina Fjodora je pri kanu obdolži izdajstva in dosegel, da ju je dal kan leta 1339 usmrtiti. S tem je končno pokoril Tver. Ker sta v vmesnem času tudi Rjazan in Suzdalija prišla v okrilje Moskve, je Ivan uveljavil suverenost velikega kneza Vladimira na večjem delu osrednjega ozemlja današnje osrednje Rusije.
Ivan je dobil od kana nalogo, da pobiral davek za Tatare po vseh kneževinah. Ker je nekaj pobral tudi zase, je postal najbogatejši knez. Prijel se ga je vzdevek Kalita, kar pomeni mošnja denarja. Denar mu je omogočil vzdrževati veliko vojsko, ki jo je oblikoval po tatarskem vzoru, z dobro konjenico in natančnimi strelci. Vojsko je uporabljal le v ključnih trenutkih; večino ozemelj je pridobil s spletkarjenjem i kupovanjem.
V Moskvi je veliko gradil in mesto pripravljal za prestolnico velikega kneza. Okrog kremlja je dal zgraditi mogočno novo leseno obzidje, tudi palače je gradil v lesu, medtem ko je cerkve in metropolitovo rezidenco gradil v kamnu, kar kaže na spoštljiv odnos do Cerkve. Vplivni metropolit Peter se je rad zadrževal v Moskvi in je leta 1325 metropolijo preselil iz Vladimira v Moskvo (uradno se je takrat še vedno imenoval metropolit kijevski .
Veliko vlogo pri uveljavljanju Moskve kot centra države je imel metropolit Aleksej, prvi Moskovčan, ki je v Cerkvi zasedal tako visok položaj; v tridesetih letih 14. stoletja je začel zidati v Moskvi več cerkva in samostanov in s tem pripravljal selitev cerkvenega središča. Še pomembnejši pa je bil v naslednjih letih Sergej Radonješki, ki je severovzhodno od Moskve ustanovil samostan Svete trojice, ki je bil kasneje poimenovan po njem.
Ivan Kalita je bil pobožen in se je pred smrtjo dal pomenišiti. Med tem ko so se drugi knezi Tatarom ponosno upirali, se je on konfliktom s Tatari izogibal, raje je z njimi sodeloval in si tako pridobil njihovo zaupanje; postavili so ga nad druge kneze. Deželam na območju Moskovske kneževine je zagotovil obdobje relativnega miru, olajšanja in obnove. Tako je Ivan Kalita postavil osnove za nastanek današnje Rusije pod vodstvom Moskovske kneževine. Istočasno se je oblikovala in je rasla vojaška sila, ki je začela ogrožati tatarsko nadoblast.

## Prva velika zmaga nad Mongoli
Ivan I. Kalita je ozemlje svoje kneževine razdelil trem sinovom: Simeon je dobil Možajsk in Kolomno, Ivan Zvenigorod in Andrej Serpuhov; z Moskvo so upravljali vsi trije skupaj in si delili prihodek. Moskovska kneževina je še naprej ostala celota in najstarejši sin Simeon je pri tatarskemu kanu dobil jarlik za naziv velikega kneza Vladimira z rezidenco v Vladimiru.
Simeonu Ivanoviču (*1316, 1341- †1353) sta se kmalu začela upirati knez Tvera in knez Suzdalije in tudi brata sta zahtevala zase nekatere ugodnosti. A z odločnostjo je uspel zadržati oblast in si prislužil vzdevek Ponosni. Leta 1353 je umrl za kugo, ne da bi zapustil potomca.
Nasledil ga je brat Ivan II. Ivanovič (*1326, 1353- †1359), za katerega pa že njegov vzdevek Krotki pove, da je bil povsem drugačen vladar. Ni bil kos knezoma Rjazana in Suzdalije, ki sta se začela izmikati njegovi velikoknežji avtoriteti. Pomoči pa tudi od Zlate horde ni mogel pričakovati, ker so se tam po smrti starega kana njegovi potomci borili za nasledstvo. Ivan je leta 1359 umrl in zapustil dva mladoletna sinova, Dimitrija (9 let) in Ivana (5 let).
Krizo Moskovske kneževine ob mladoletnosti princev je pomagal prebroditi metropolit Aleksej
,
ki je devetletnemu Dimitriju zagotovil knežji položaj, ko pa je bil star dvanajst let, mu je pri kanu pridobil jarlik za velikega kneza Vladimira.
Dimitrij Ivanovič (*1350, 1359-1362- †1389) se je izkazal za razumnega in hrabrega vladarja. Okrog moskovskega Kremlja je dal zgraditi novo, kamnito obzidje, ki je v letih 1368, 1370 in 1372 pomagalo obraniti Moskvo pred napadi združenih vojska Litve in Tvera. Ker so se Mongoli med seboj borili za oblast, jim je Dimitrij nehal plačevati davek. Vzpodbujal je kneze k boju proti Tatarom in je leta 1380 povedel združene vojske Moskovskih knezov v boj proti njim. Na peščenem Kulikovem polju so prvič dosegli veliko zmago nad mongolsko vojsko, zbrano iz številnih mongolskih plemen. Zmaga je imela velik simboličen pomen; začeli so verjeti, da se lahko osvobodijo mongolskega jarma. Dimitriju je zmaga prinesla poimenovanje Donski. Postal je narodni junak; kasneje je bil proglašen za svetnika.

## Združevanje ozemelj v Moskovski veliki kneževini
Kljub temu da so Tatari leta 1382 ponovno z vojsko preplavili kneževino in na novo vzpostavili svojo nadoblast, si je sin Dimitrija Donskega, Vasilij I. (*1370,1389- †1425) po očetovi smrti uspel zagotoviti pri tatarskem kanu Tohtamišu položaj velikega kneza Vladimira. Spretno je izkoriščal notranje slabosti in spore Mongolov, kupoval in osvajal za Moskovsko kneževino nova ozemlja in širil vpliv velikega kneza Vladimira na vse večje ozemlje. Leta 1386, ko je mongolski osvajalec Timurlenk začasno razbil Zlato hordo, je nehal plačevati davek Tatarom in pobrani denar uporabil za krepitev svoje vojske. Pritiskov, ki jih je na Moskvo izvajala Litva, se je rešil leta 1408 z mirovno pogodbo, v kateri je pristal na mejo na reki Ugri, kar je za Moskvo pomenilo izgubo Smolenska.
Moskovsko veliko kneževino so Tatari ponovno preplavili leta 1408, ko je po smrti Timurlenka njegov nekdanji vojskovodja, emir Edigu, združil del ozemelj nekdanje Zlate horde in se spomnil, da Moskovska velika kneževina že dobrih deset let ne plačujejo davkov. Moskovsko obzidje je tedaj tatarsko obleganje zdržalo; emir se je umaknil, ko mu je Vasilij plačal vojno odškodnino. Vendar je bil pritisk Tatarov kratkotrajen; kmalu so se spet med seboj spopadli za oblast in se niso zanimali za moskovske kneze.
Vasilij I. je zadnjič potoval v Saraj leta 1412, ko je v Hordi zavladal Tohtamišev sin, Jalal al-Din, in spet zahteval plačevanje davka. Vasilij si je ponovno uspel obnoviti jarlik velikega kneza Vladimira.
Vasilija I. je nasledil njegov sin, desetletni Vasilij II. (*1415, 1425-1431- †1462). Bil je prvi moskovski knez, ki je bil s pristankom tatarskega kana kronan v Moskvi za velikega kneza Moskve (1431). Vendar mu je ta položaj oporekal stric Jurij Dimitrijevič. Vasilij II. se je s stricem in njegovimi sinovi bojeval za oblast vse do leta 1450. Bojevanje je bilo polno preobratov, zmag in porazov. Vasilij II. je trikrat izgubil oblast, ob tretji izgubi je bil tudi oslepljen. Nazadnje je vendarle uspel premagati nasprotnike ter ohraniti in zaokrožiti ozemlje Moskovske velike kneževine. V njegovem času se je današnja  Ruska pravoslavna Cerkev odcepila od carigrajske patriarhije.
Vasiliju II. je po oslepitvi pomagal najstarejši sin Ivan III. (*1440, 1462- †1505), ki je že zelo mlad prevzemal odgovorne vojaške naloge. Po prevzemu oblasti leta 1462 je začel počasi in preudarno priključevati Moskovski veliki kneževini sosednja ozemlja današnje osrednje Rusije. Med njimi je bila najmočnejša in za Ivana najpomembnejša Novgorodska republika, proti kateri je vodil vrsto vojaških pohodov in vršil nanjo gospodarske in politične pritiske, ki so postopoma zmanjševali njeno samostojnost, dokler je leta 1478 ni popolnoma podredil in vključil v ozemlje Moskovske velike kneževine.
Druge sosede so nudile manj odpora: Ivan je leta 1463 Moskovski kneževini priključil kneževino Jaroslavelj, leta 1474 kneževino Rostov, leta 1485 kneževino Tver in leta 1489 pokrajino Vjatko. Prav tako je v svoje ozemlje vključil posesti svojih bratov. Njegove raziskovalne odprave so osvojile divjino vse do Urala. Površino Moskovske kneževine je v času svojega vladanja potrojil.
Ivan III. se je tudi obranil napadov sosedov. Odkar je velika mongolska vojska leta 1480 prodrla do Oke in Ugre in se preko obeh rek soočila z veliko Ivanovo vojsko ter se potem umaknila, ne da bi prišlo do velikega spopada, Mongoli niso več ogrožali Moskovske velike kneževine. Po smrti poljsko-litvanskega kralja Kazimirja IV. je popustil tudi pritisk z zahoda in Ivan III. je osvojil del nekdanje Černigovske in Smolenske kneževine (brez mesta Smolensk). Ugled Moskovske velike kneževine je v tujini močno povečala Ivanova poroka s potomko bizantinskih cesarjev. Ivan III. je postavil upravne temelje centralizirane ruske države. Obnovil je Kremelj in se začel imenovati "veliki knez vse Rusije".
Ivanov sin Vasilij III. (*1479, 1505- †1533) je nadaljeval z očetovo avtoritarno politiko. Odvzel je samostojnost kneževinam Pskov, Rjazan, Starodub in Novgorod-Severskij in s tem zaključil proces združevanja ozemelj današnje osrednje Rusije. Vasilij je bil manj uspešen napram sosedom. Litvi je iztrgal Smolensk, potem pa bil od nje poražen pri Orši. V spopadih s Tatari iz  Krimskega in Kazanskega kanata je Moskovska kneževina utrpela velika opustošenja
Ivan III. in Vasilij III. sta moskovskim knezom, ki so nekoč obvladovali ozemlja, večja od evropskih držav, odvzela ekonomsko, politično in vojaško moč, tako da so lahko bili le še uslužbenci na dvoru velikega kneza. Izgubljeno moč so najmočnejši med njimi skušali nadoknaditi po Vasilijevi smrti, ob kateri je bil njegov sin in naslednik Ivan IV. (1530, 1533- †1584) star komaj tri leta. Pulili so se za oblast in se menjavali v regentstvu. Ivan je ob tem hitro dozorel in se sedemnajstleten proglasil za polnoletnega ter se dal leta 1547 kronati za ruskega carja. Odtlej govorimo o Ruskem carstvu.